# León Brancaleone
León Brancaleone (en italiano: Leone Bracaleone o Brancaleoni; fallecido en Roma el 25 de agosto de 1230) fue un sacerdote católico italiano. Fue miembro de la Orden de Canónigos regulares de San Frediano de Lucca. 
En junio de 1200, el papa Inocencio III lo nombró cardenal diácono de Santa Lucía en Silice, y en marzo de 1202 lo ascendió al rango de cardenal presbítero de Santa Cruz de Jerusalén. 
En 1204 fue legado papal en Bulgaria, donde negoció con el zar Kaloján la unión de este país con Roma y lo coronó rey según el rito latino. Entre 1207 y 1209, sirvió como legado en Alemania, donde junto con el cardenal Ugolino de Segni, intentó mediar entre los reclamantes al trono de esta nación, Otón IV de Brunswick y Felipe de Suabia. En el verano de 1216 fue nuevamente legado en Lombardía (junto con el cardenal Raniero Capocci). 
Era amigo de Francisco de Asís y protector de la comunidad valdense, que bajo el liderazgo de Durán de Huesca en 1208 se reconcilió con la Iglesia católica. Murió el 25 de agosto de 1230 en Roma.